# Down in It
Singles de Nine Inch Nails
Head Like a Hole
(1990)
Down in it (Halo One) est le premier single du groupe Nine Inch Nails. Ce single fut d'abord publié en vinyle avant d'être publié en CD (après la sortie de l'album Pretty Hate Machine). Sorti en 1989, ce disque, dont le titre principal est Down in it (écrit par Trent Reznor), a été remixé par Adrian Sherwood et Keith Leblanc.
À noter que le remix Down in It (Singe) est instrumental tandis que la version skin est celle de l'album.

## À propos de cette piste
Down in It est la première chanson écrite par Trent Reznor. Il s'est inspiré de l'album Mind : The Perpetual Intercourse, et plus particulièrement de la piste Dig It de Skinny Puppy.

## Le single
- Version U.S.A. :

1. "Down in it (skin)" - 3:46
2. "Down in it (shred)" - 6:56
3. "Down in it (singe)" - 7:03

- Version anglaise :

1. "Down In It (skin)" - 3:46
2. "Down In It (shred)" - 6:56
3. "Down In It (singe)" - 7:03
4. "Terrible Lie (sympathetic mix)" - 4:31
5. "Terrible Lie (empathetic mix)" - 6:17
6. "Down In It (demo)" - 3:55

## Le clip
Le clip de Down in It a été tourné dans l'Ohio à Cleveland, par Eric Zimmerman et Benjamin Stokes en septembre 1989. La première version de la vidéo utilisait le remix shred, qui se termine par la chute de Trent Reznor du haut d'un bâtiment. Ce tournage attira l'attention du FBI. Trent Reznor expliqua lors d'une interview dans le Convulsion Magazine :
« Il y avait une scène ou j'étais étendu sur le sol, feignant d'être mort, dans une position Lodger-esque et nous avions une caméra accrochée sur un gros ballon-sonde rempli d'hélium. Au tout début, lorsque nous avons commencé, j'étais étendu sur le sol et les cordes qui tenaient ce ballon se rompirent, la caméra s'envola alors dans le ciel... Elle atterrit à environ trois cent kilomètres plus loin dans le champ d'une ferme. On la trouva et elle fut déposée au poste de police. Pensant que c'était une caméra de surveillance pour le cannabis, ils développèrent la bande et crurent que c'était une sorte de snuff movie sur un meurtre. Ils la transférèrent au FBI dont des pathologistes regardant le corps dirent, "ouais, il est pourri" (j'avais de la farine de maïs sur moi), "il est en cours de décomposition depuis 3 semaines". On pouvait voir les autres membres du groupe s'éloigner et ils portaient des habits étranges, donc ils pensèrent que c'était une sorte de gang de tueurs. »
Cette histoire a été diffusée par l'émission Hard Copy le 5 mars 1991.